# Vice-président de la République dominicaine
Le vice-président de la République dominicaine (en espagnol : Vicepresidente de la República Dominicana) est une fonction politique de la République dominicaine, remplissant le second rôle en importance du gouvernement dominicain, après le président. Le titulaire de la fonction est élu simultanément au président. 
L'actuelle titulaire de la fonction est Raquel Peña depuis le 16 août 2020.

## Liste des titulaires

### Vice-présidents de la République dominicaine de 1844 à 1861
| # | Vice présidents                   | Début du mandat | Fin du mandat | Président               |
| - | --------------------------------- | --------------- | ------------- | ----------------------- |
| 1 | Felipe Benicio Alfau Bustamante   | 1853            | 1853          | Pedro Santana           |
| 2 | Manuel de Regla Mota y Alvarez    | 1853            | 1856          | Pedro Santana           |
| 3 | Antonio Abad Alfau Bustamante     | 1856            | 1856          | Manuel de Regla Mota    |
| 4 | Buenaventura Báez                 | 1856            | 1857          | Buenaventura Báez       |
| 5 | Domingo Daniel Pichardo Pró       | 1857            | 1858          | José Desiderio Valverde |
| 6 | Benigno Filomeno de Rojas y Ramos | 1858            | 1861          | Pedro Santana           |

### Annexion par l'Espagne, de 1861 à 1865
- Ramón Matías Mella : 1863 - 1864
- Ulises Francisco Espaillat : 1864 - 1865
- Gregorio Luperón : 1865

### Vice-présidents de la République dominicaine de 1865 à 1924
| #                                                    | Picture                    | Vice-présidents                       | Début du mandat  | Fin du mandat    | Président                   |
| ---------------------------------------------------- | -------------------------- | ------------------------------------- | ---------------- | ---------------- | --------------------------- |
| 7                                                    |                            | Francisco Antonio Gómez y Báez        | 1865             | 1868             | Pedro Antonio Pimentel      |
| 7                                                    | Buenaventura Báez          | Francisco Antonio Gómez y Báez        | 1865             | 1868             |                             |
| 7                                                    | José María Cabral          | Francisco Antonio Gómez y Báez        | 1865             | 1868             |                             |
| 7                                                    | Manuel Altagracia Cáceres  | Francisco Antonio Gómez y Báez        | 1865             | 1868             |                             |
| 8                                                    |                            | Manuel Altagracia Cáceres y Fernández | 1868             | 1871             | Buenaventura Báez           |
| 9                                                    |                            | Juan Isidro Ortea y Kennedy           | 1871             | 1878             | Buenaventura Báez           |
| 9                                                    | Ignacio María González     | Juan Isidro Ortea y Kennedy           | 1871             | 1878             |                             |
| 9                                                    | Ulises Francisco Espaillat | Juan Isidro Ortea y Kennedy           | 1871             | 1878             |                             |
| 9                                                    | Buenaventura Báez          | Juan Isidro Ortea y Kennedy           | 1871             | 1878             |                             |
| 10                                                   |                            | Francisco Gregorio Billini            | 1878             | 1882             | Cesareo Guillermo           |
| 10                                                   | Ignacio María González     | Francisco Gregorio Billini            | 1878             | 1882             |                             |
| 10                                                   | Cesáreo Guillermo          | Francisco Gregorio Billini            | 1878             | 1882             |                             |
| 10                                                   | Gregorio Luperón           | Francisco Gregorio Billini            | 1878             | 1882             |                             |
| 10                                                   | Fernando Arturo de Meriño  | Francisco Gregorio Billini            | 1878             | 1882             |                             |
| 11                                                   |                            | Casimiro Nemesio de Moya              | 1882             | 1884             | Ulises Heureaux             |
| 12                                                   |                            | Alejandro Woss y Gil                  | 1884             | 1887             | Francisco Gregorio Billini  |
| 12                                                   | Alejandro Woss y Gil       | Alejandro Woss y Gil                  | 1884             | 1887             |                             |
| 13                                                   |                            | Segundo Francisco Imbert Delmonte     | 1887             | 1889             | Ulises Heureaux             |
| 14                                                   |                            | Manuel María Gautier                  | 1889             | 1893             | Ulises Heureaux             |
| 15                                                   |                            | Juan Wenceslao Figuereo               | 1893             | 26 juillet 1899  | Ulises Heureaux             |
| 15                                                   | Juan Wanceslao Figuereo    | Juan Wenceslao Figuereo               | 1893             | 26 juillet 1899  |                             |
| Vacant (26 juillet 1899 – 15 novembre 1899)          |                            |                                       |                  |                  |                             |
| 16                                                   |                            | Horacio Vásquez                       | 15 novembre 1899 | 2 mai 1902       | Juan Isidro Jimenes Pereyra |
| Vacant (2 mai 1902 – 1903)                           |                            |                                       |                  |                  |                             |
| 17                                                   |                            | Eugenio Deschamps Peña                | 1903             | 1903             | Alejandro Woss y Gil        |
| 18                                                   |                            | Ramón Cáceres                         | 24 novembre 1903 | 29 décembre 1905 | Carlos Felipe Morales       |
| Fonction abolie (29 décembre 1905 – 12 juillet 1924) |                            |                                       |                  |                  |                             |

### Vice-présidents de la République dominicaine de 1924 à 1965
| #                                                        | Nom | Nom                          | Début du mandat | Fin du mandat                                   | Président                 |
| -------------------------------------------------------- | --- | ---------------------------- | --------------- | ----------------------------------------------- | ------------------------- |
| 19                                                       |     | Federico Velázquez           | 12 juillet 1924 | 1928                                            | Horacio Vásquez           |
| 20                                                       |     | José Dolores Alfonseca       | 1928            | 3 March 1930 (démission)                        | Horacio Vásquez           |
| Vacant (3 mars 1930 – 16 août 1930)                      |     |                              |                 |                                                 |                           |
| 21                                                       |     | Rafael Estrella Ureña        | 16 août 1930    | 1932 (démission)                                | Rafael Trujillo           |
| Vacant (1932 – 16 août 1934)                             |     |                              |                 |                                                 |                           |
| 22                                                       |     | Jacinto Bienvenido Peynado   | 16 août 1934    | 16 août 1938                                    | Rafael Trujillo           |
| 23                                                       |     | Manuel Troncoso de la Concha | 16 août 1938    | 24 février 1940 (devient président par intérim) | Jacinto Peynado           |
| Vacant (7 mars 1940 – 18 mai 1942)                       |     |                              |                 |                                                 |                           |
| Fonction supprimée (18 mai 1942 – 16 août 1957)          |     |                              |                 |                                                 |                           |
| 24                                                       |     | Joaquín Balaguer Ricardo     | 16 août 1957    | 3 août 1960                                     | Héctor Trujillo           |
| 25                                                       |     | Rafael Filiberto Bonnelly    | 3 août 1960     | 18 janvier 1962                                 | Joaquín Balaguer Ricardo  |
| 26                                                       |     | Eduardo Read Barrera         | 18 janvier 1962 | 1962                                            | Rafael Filiberto Bonnelly |
| 27                                                       |     | Nicolás Pichardo             | 1962            | 27 février 1963                                 | Rafael Filiberto Bonnelly |
| 28                                                       |     | Armando González Tamayo      | 27 février 1963 | 25 septembre 1963                               | Juan Bosch                |
| Aucun (triumvirat) (26 septembre 1963 – 25 avril 1965)   |     |                              |                 |                                                 |                           |
| 29                                                       |     | Manuel Joaquín Castillo      | 4 mai 1965      | 30 août 1965                                    | Antonio Imbert Barrera    |
| Vacant (30 août 1965 – 3 septembre 1965)                 |     |                              |                 |                                                 |                           |
| Aucun (provisoire) (3 septembre 1965 – 1er juillet 1966) |     |                              |                 |                                                 |                           |

### Vice-présidents de la République dominicaine, 1966–à aujourd'hui
| #                                       | Picture               | Vice présidents               | Début du mandat  | Fin du mandat                                  | Président                |
| --------------------------------------- | --------------------- | ----------------------------- | ---------------- | ---------------------------------------------- | ------------------------ |
| 30                                      |                       | Francisco Augusto Lora        | 1er juillet 1966 | 16 août 1970 (démission)                       | Joaquín Balaguer Ricardo |
| 31                                      |                       | Carlos Rafael Goico           | 16 août 1970     | 16 août 1978                                   | Joaquín Balaguer Ricardo |
| 32                                      |                       | Jacobo Majluta Azar           | 16 août 1978     | 4 juillet 1982 (devient président par intérim) | Antonio Guzmán Fernández |
| Vacant (4 juillet 1982 – 16 août 1982)  |                       |                               |                  |                                                |                          |
| 33                                      |                       | Manuel Fernández Mármol       | 16 août 1982     | 20 octobre 1983 (mort)                         | Jacobo Majluta Azar      |
| 33                                      | Salvador Jorge Blanco | Manuel Fernández Mármol       | 16 août 1982     | 20 octobre 1983 (mort)                         |                          |
| Vacant (20 octobre 1983 – 16 août 1986) |                       |                               |                  |                                                |                          |
| 34                                      |                       | Carlos Morales Troncoso       | 16 août 1986     | 16 août 1994                                   | Joaquín Balaguer Ricardo |
| 35                                      |                       | Jacinto Peynado               | 16 août 1994     | 16 août 1996                                   | Joaquín Balaguer Ricardo |
| 36                                      |                       | Jaime David Fernández Mirabal | 16 août 1996     | 16 août 2000                                   | Leonel Fernández         |
| 37                                      |                       | Milagros Ortiz Bosch          | 16 août 2000     | 16 août 2004                                   | Hipólito Mejía Domínguez |
| 38                                      |                       | Rafael Alburquerque           | 16 août 2004     | 16 août 2012                                   | Leonel Fernández         |
| 39                                      |                       | Margarita Cedeño de Fernández | 16 août 2012     | 16 août 2020                                   | Danilo Medina            |
| 40                                      |                       | Raquel Peña                   | 16 août 2020     | en fonction                                    | Luis Abinader            |